# Parathranites latibrachium
Parathranites latibrachium är en kräftdjursart som beskrevs av M. J. Rathbun 1906. Parathranites latibrachium ingår i släktet Parathranites och familjen simkrabbor. Inga underarter finns listade i Catalogue of Life.